# Циклопентадиенилнатрий
Циклопентадиенилнатрий — металлоорганическое соединение
натрия и циклопентадиена с формулой NaC5H5,
бесцветные кристаллы.

## Получение
- Реакция натрия и циклопентадиена в тетрагидрофуране:

{\displaystyle {\mathsf {2Na+2C_{5}H_{6}\ {\xrightarrow {}}\ 2NaC_{5}H_{5}+H_{2}\uparrow }}}
- Реакция гидрида натрия и циклопентадиена в тетрагидрофуране:

{\displaystyle {\mathsf {NaH+C_{5}H_{6}\ {\xrightarrow {}}\ NaC_{5}H_{5}+H_{2}\uparrow }}}

## Физические свойства
Циклопентадиенилнатрий образует бесцветные кристаллы,
очень чувствительные к влаге и кислороду воздуха.
Растворы в тетрагидрофуране бесцветные.

## Химические свойства
- Реагирует с водой:

{\displaystyle {\mathsf {NaC_{5}H_{5}+H_{2}O\ {\xrightarrow {}}\ NaOH+C_{5}H_{6}}}}